# Malcha

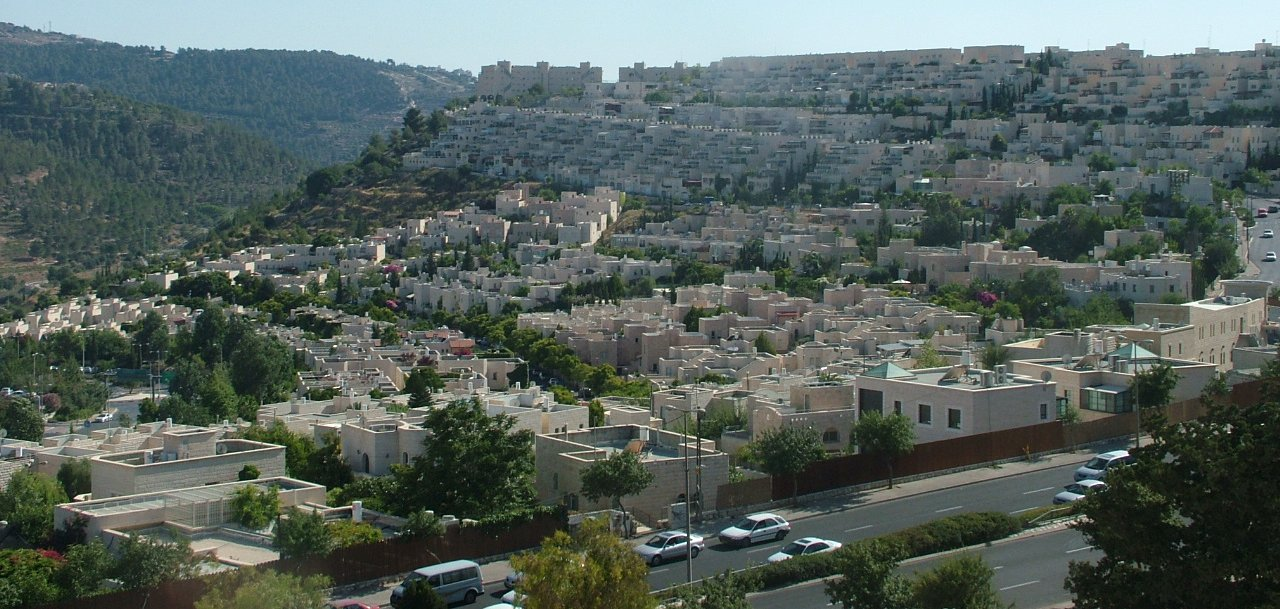
Pohled na čtvrť Malcha, 2007

Malcha (hebrejsky מלחה‎) je čtvrť nacházející se v jihozápadní části Jeruzaléma v Izraeli. Sousedí se čtvrtěmi Pat a Kirjat ha-Jovel a před vznikem Izraele v roce 1948 se zde nacházela arabská vesnice al-Máliha (arabsky المالحة‎). Oficiální hebrejský název čtvrti Manachat pochází z názvu stejnojmenného biblického města.

## Historie
V roce 1596 byla al-Malicha součástí jeruzalémské nahije (subdistriktu) Osmanské říše. Žilo v ní 286 obyvatel, kteří platili daně z pšenice, ječmene, olivových a ovocných stromů, koz a úlů. Koncem 70. let 19. století byla vesnice popisována jako vesnice střední velikosti, nacházející se vysoko na ploché vyvýšenině, jižně od Ajn Džalu.

### Po vzniku Izraele

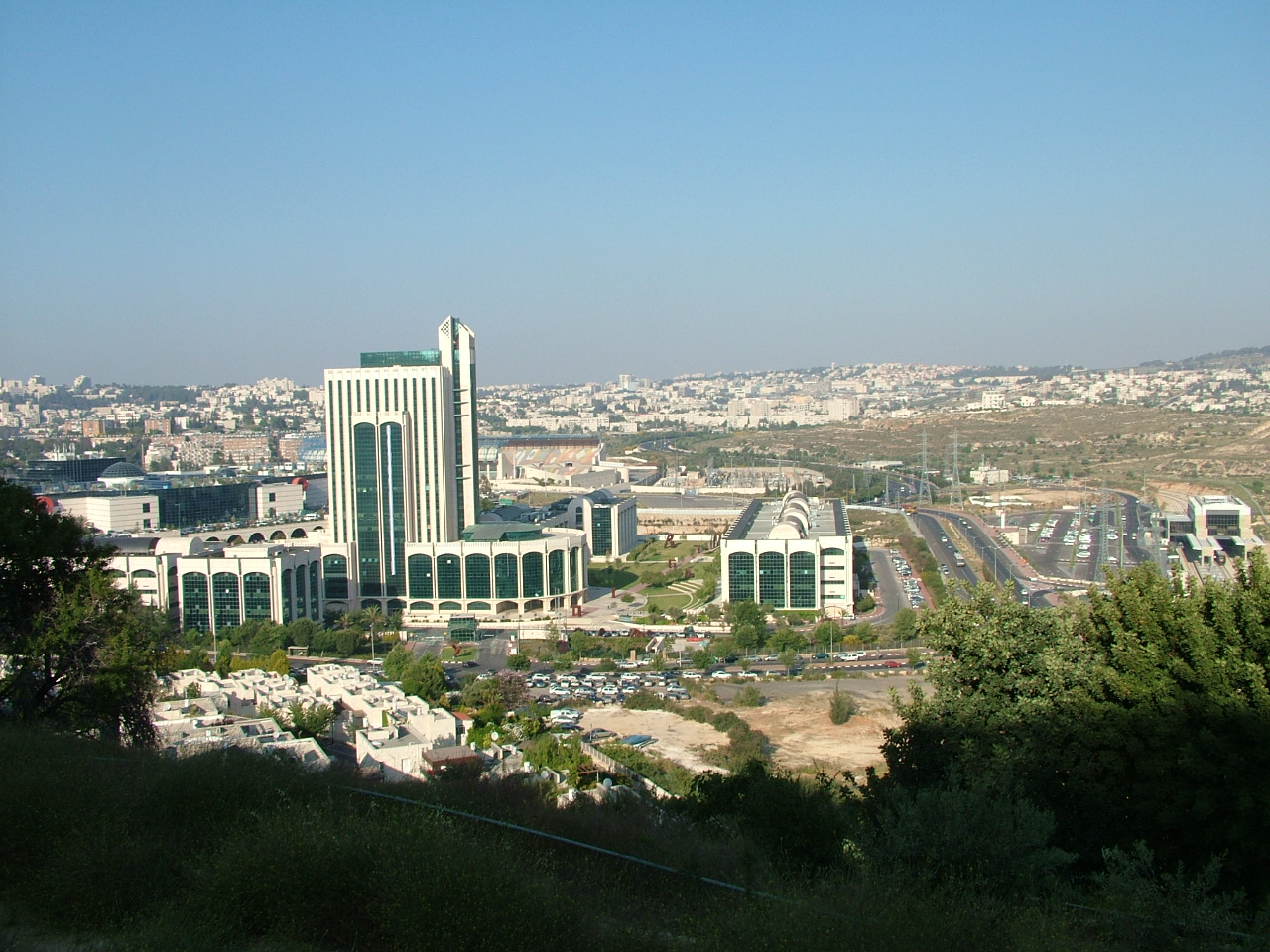
Ve čtvrti se nachází například Jeruzalémský technologický park

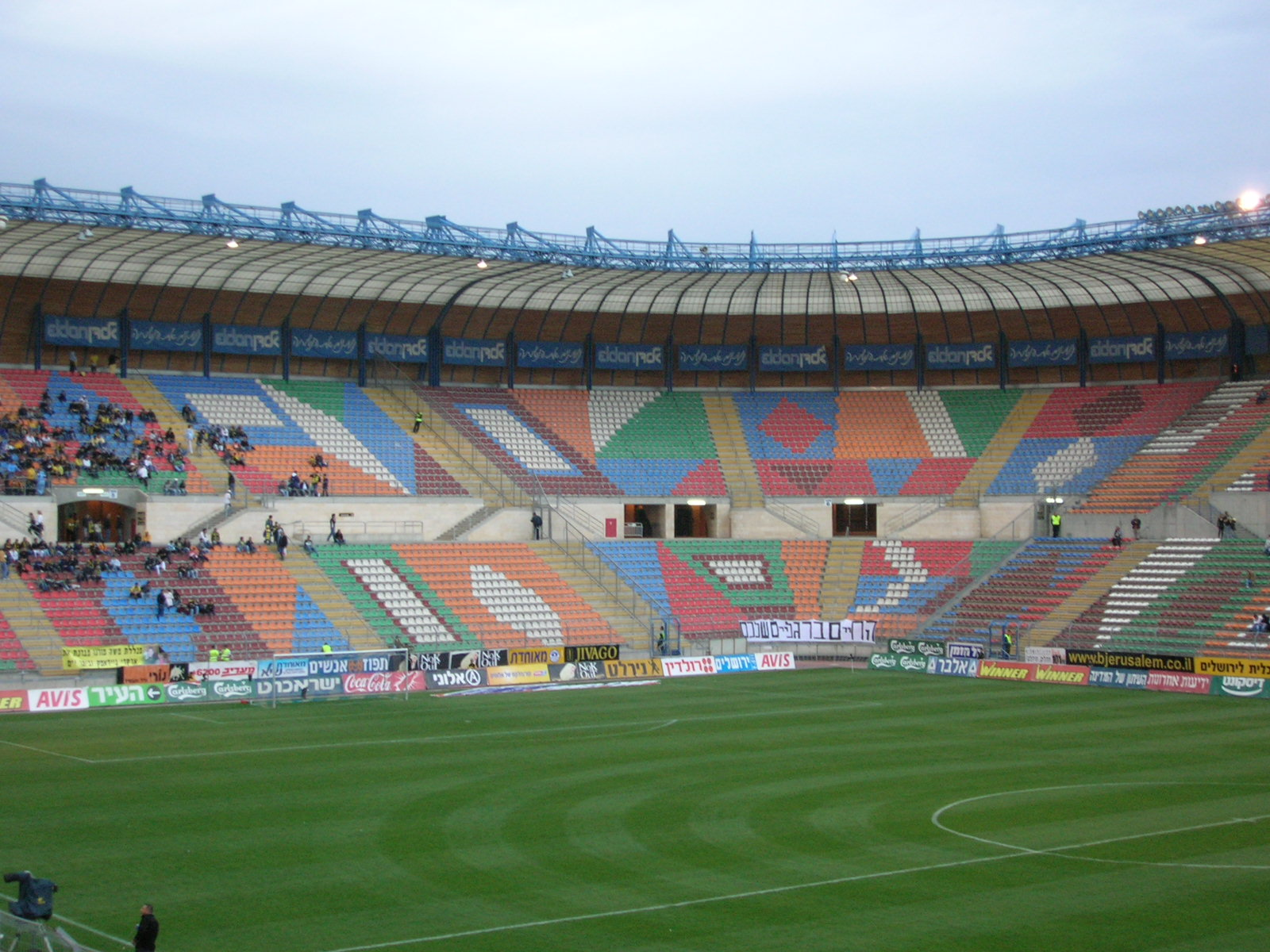
Teddyho stadion

Během války za nezávislost byla vesnice al-Máliha s 2250 obyvateli obsazena během bitvy o jižní Jeruzalém. Na počátku války podepsala vesnice spolu s vesnicemi al-Kastal, Sur Baher a Dejr Jásin dohodu s Haganou o neútočení. Dne 12. dubna 1948 začali obyvatelé vesnice, společně s vesničany z Kalunije a Bejt Iksy utíkat ve strachu, který vyvolal masakr Dejr Jásin. Irgun zaútočil na al-Málihu v ranních hodinách 14. července 1948, avšak o několik hodin později zahájili Arabové protiútok a obsadili jednu z opevněných pozic. Stáhli se až poté, co Irgunu dorazily posily a vesnice tak připadla pod izraelskou kontrolu. Původní arabští obyvatelé prchli do Betléma, kde zůstali pod jordánskou nadvládou. Jejich domy zanedlouho obsadili židovští uprchlíci z arabských zemí, především z Iráku. Ještě před vznikem Izraele byla část místních pozemků skoupena rodinou Valerových, sefardských Židů, jimž v Jeruzalémě a okolí patřil rozsáhlý majetek a pozemky.
V listopadu 1951 se ve čtvrti Malcha odehrál první útok palestinských fedajínů, při kterém byla teroristy z Šuafatu (tehdy spadal pod Jordánsko) zabita Lea Festingerová.

### Současnost
Pod záštitou jeruzalémského magistrátu došlo k modernizaci čtvrti a velké bytové výstavbě na východním svahu nedalekého kopce. V jeho spodní části se nachází nákupní centrum Malcha, Teddyho stadion a železniční stanice Jeruzalém-Malcha. Z vzdělávacích institucí zde působí základní škola Šalom a vyšší odborná škola. Mimo jiné se ve čtvrti nachází Jeruzalémský technologický park, v němž sídlí řada hi-tech a mezinárodních společností, Jeruzalémská biblická zoologická zahrada a basketbalová aréna Malcha.

## Archeologie
Archeologické vykopávky, které byly v oblasti prováděny v letech 1987 až 1990, odkryly dvě velké zemědělské vesnice z doby bronzové. Ty byly vystaveny nad sebou a předpokládá se, že jedna z nich by mohla být kanaánské město Manachat, které leželo na severní hranici kmene Juda (Jozue 15:29). Pozůstatky vesnice je možné spatřit v Biblické Zoo.